# Craniopagus parasiticus

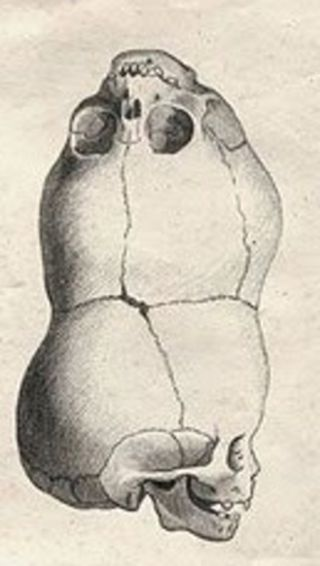
Craniopagus parasiticus

Craniopagus parasiticus es una malformación muy poco frecuente que se presenta cuando el proceso de división de los embriones que en otras circunstancias daría lugar a los gemelos se produce de manera incompleta. Como consecuencia, el feto que se pega a su gemelo termina situado sobre la cabeza de éste y no desarrolla un cuerpo con tronco y extremidades, sino solo una cabeza con un rostro no muy bien desarrollado.[cita requerida]

## El niño con dos cabezas de Bengala
El primer caso registrado y documentado fue el "Niño con dos cabezas de Bengala", que fue además el único caso conocido en el que el individuo sobrevivió bastante tiempo y en el que la cabeza "parásita" estaba bien formada y presentaba señales de vida "independiente".[cita requerida]
El niño nació en mayo de 1783, en la aldea bengalí de Mundul Gait, en una humilde familia campesina hindú. La partera, horrorizada, lo arrojó al fuego, con la intención de acabar con la criatura. El bebé sobrevivió a las quemaduras, aunque a la segunda cabeza le quedó una cicatriz en una oreja y junto a un ojo. Los padres descartaron el infanticidio y decidieron sacar provecho económico del vástago. Lo exhibieron como fenómeno de feria a cambio de dinero ante multitudes asombradas en Calcuta. Su fama llegó a tal que lo requerían en palacios y mansiones como diversión durante fiestas y galas. El niño vivió así, tratado casi como un objeto y alejado de todos, salvo cuando había monedas de por medio. Solo entonces levantaban las sábanas que lo cubrían casi todo el día, para exponerlo a los ojos curiosos. Murió a los cuatro años, por la mordedura de una cobra. Aunque recibieron varias ofertas a cambio del cuerpo, los padres decidieron enterrarlo.

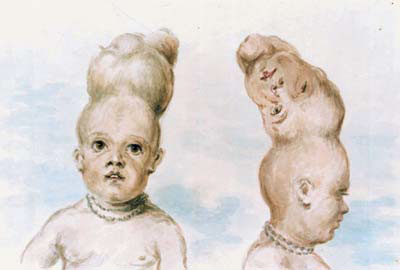
Niño de Bengala, primer caso documentado de craniopagus parasiticus

Un agente de la Compañía de las Indias Orientales, Mr. Dent, lo desenterró y practicó la autopsia. Entregó el cráneo al capitán Buchanan, quien lo llevó a Inglaterra, donde lo ofreció a su amigo Everard Home, ayudante del doctor John Hunter. Home hizo público el caso en 1790, incluyendo las descripciones y dibujos recogidos. Unidas por la coronilla, la cabeza adicional estaba bien desarrollada, aunque con una mandíbula y una lengua pequeñas, y terminaba en un esbozo de cuello, donde la autopsia encontró vestigios de pulmones y corazón. Los ojos no reaccionaban a la luz, y cuando el niño dormía, permanecían abiertos y alerta. Respondía a los estímulos con muecas, de manera independiente de la cabeza principal, y salivaba cuando la cabeza principal era amamantada. También secretaba lágrimas. Mr. Dent aseguró que encontró que las dos cabezas tenían cada una un cerebro independiente y sano. El niño también mostraba un desarrollo sano, y Everard Home pensaba que el aspecto pálido y enfermizo que mostraba era debido al hecho de estar tanto tiempo tapado. El cráneo permanece en exposición en el Museo Hunteriano de Londres.